# Marty Barry
Martin A. Barry (* 8. Dezember 1904 in Saint-Gabriel, Québec; † 20. August 1969) war ein kanadischer Eishockeyspieler, der von 1927 bis 1940 in der National Hockey League spielte. Dort war er für die New York Americans, Boston Bruins, Detroit Red Wings und Montréal Canadiens aktiv.

## Karriere
Nach einer starken Saison mit dem „Montreal Bell Tepehone Team“ holte Newsy Lalonde ihn 1927 zu den New York Americans, wo er sich aber nicht richtig durchsetzen konnte. Erst zwei Jahre später in Boston schaffte er den Durchbruch. Von 1935 bis 1939 spielte er für die Detroit Red Wings, mit denen er zweimal den Stanley Cup gewinnen konnte.
Nach seiner NHL-Karriere wechselte er als Spielertrainer zu den Minneapolis Millers in die American Hockey Association. 1965 wurde er mit der Aufnahme in die Hockey Hall of Fame geehrt.

## Sportliche Erfolge
- Stanley Cup: 1936 und 1937

### Persönliche Auszeichnungen
- First All-Star Team: 1937
- Lady Byng Memorial Trophy: 1937